# Protesta del soldino
La protesta del soldino è stata una manifestazione condotta nel maggio del 1923.

## Storia
Il movimento del "soldino" venne organizzato per sollevare il problema relativo alle condizioni del meridione. Esso prendeva questo nome dal fatto che, per dimostrare la loro fiducia nella monarchia, molti cittadini meridionali portavano all'occhiello una monetina con l'effige del re.
Parteciparono molte città fra cui Messina, Reggio Calabria, Palermo. Le forze della polizia grazie ad autoblindo repressero la protesta e arrestarono il sospetto promotore, l'onorevole Ettore Lombardo Pellegrino, rilasciato in seguito. 
Mussolini commentò poi l'accaduto: in questi cinque anni di regime fascista non vi è stata che la manifestazione collettiva del "soldino" e bastò l'apparire di poche autoblindo tra Messina e Palermo per farla finita.